# Астерия

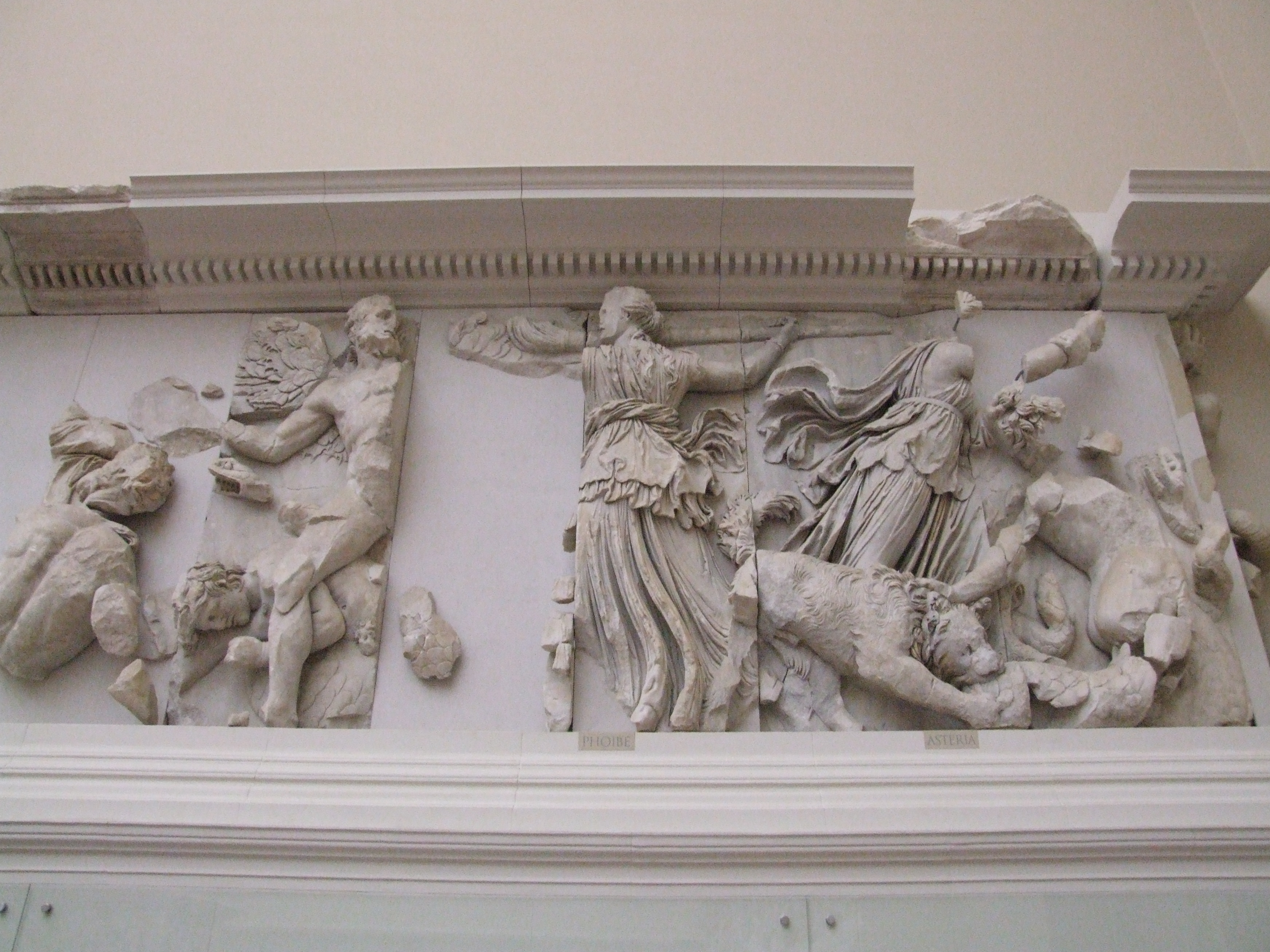
Астерия и Фебос, Пергамский алтарь

Асте́рия (др.-греч. Ἀστερία, «звёздная») — в древнегреческой мифологии звёздное божество, дочь титана Коя и Фебы, сестра Лето. Жена Перса, мать Гекаты.
Зевс пытался её изнасиловать, превратился в орла и преследовал её, и она, спасаясь от преследований, приняла образ перепёлки и кинулась в море. Её именем назван город Астерия (позже Делос) Либо, когда она отвергла Зевса, тот превратил её в перепёлку и бросил в море, появился плавучий остров Ортигия («перепёлка»). По другой версии, стала камнем и долго пробыла под водой, а позднее превратилась в остров. Этот остров затем стал именоваться Ортигией, а позже — Делосом.
По Мусею, Зевс изнасиловал ее, и она родила от него Гекату, причём Зевс выдал её замуж за Перса. По другой версии, она спасалась от Посейдона. По Каллимаху, просто упала звездой с небес.
В честь Астерии назван астероид (658) Астерия, открытый в 1908 году. От имени древнегреческой богини падающих звёзд Астерии образовано название рода вымерших верхнемеловых птиц Asteriornis, близко родственного надотряду Galloanserae в состав которого входят отряды гусеобразных и курообразных.